# Monumento a San Giovanni Nepomuceno
Il monumento a San Giovanni Nepomuceno è un'opera in pietra della città di Lecco in Lombardia.
Esso è posto nella piazza principale del rione di Castello al fianco destro della chiesa dei Santi Gervasio e Protasio.
Il basamento è formato da una fontana di forma rettangolare progettata dall'architetto Giuseppe Bovara. Da essa l'acqua sgorga attraverso tre bocche: due laterali ed una frontale.
La statua del santo sovrastante, dalla storia travagliata, è di origine settecentesca e lo ritrae in abiti sacerdotali dai panneggi mossi mentre accenna un passo stringendo devotamente fra le mani un crocifisso. Tale scultura si trovava originariamente in una cappella sul ponte Azzone Visconti ma, durante la Battaglia di Lecco tra i Francesi e gli austro-russi (25-28 aprile 1799), cadde nel fiume Adda. Ripescata dai pescatori di Pescarenico fu posta sulla fontana suddetta nel 1860. Non è tuttavia documentata la sua originaria collocazione sul sagrato della Basilica di San Nicolò.

## La fontana di Giuseppe Bovara
L'origine della fontana si ebbe con il progetto dell'architetto Bovara, che, con uno spiccato interesse per l'idraulica, lo induce ad attuare la costruzione di un acquedotto con fontana poiché l'acqua utilizzata all'epoca ad uso domestico proveniva dal canale della Fiumicella proveniente dal Gerenzone, un torrente altamente sfruttato dagli opifici lungo la valle omonima. Al suo inquinamento viene attribuita inoltre la virulenza dell'epidemia di colera nel 1836.

La fontana neoclassica sul fronte è adornata da due lesene laterali che incorniciano la lapide posta solo nel 1861 in occasione dell'Unità nazionale in omaggio al neonato Regno d'Italia e una testa leonina che funge da fonte. Nei due laterali domina la linea curva degli archi a tutto sesto in conci di pietra dove sono poste le bocche da cui sgorga l'acqua rievocando forme barocche in quanto formate da mostri marini con pinne e squame.